# Passo Manghen
Il passo Manghen (2.047 m) è un valico alpino del Trentino orientale nella catena del Lagorai. Costituisce l'unica via di comunicazione tra la Val di Fiemme e la Valsugana, la cui strada è denominata SP 31 del Passo Manghen dalla provincia autonoma di Trento. Congiunge tramite la Val Cadino, il Comune di Castello-Molina di Fiemme a nord, e mediante la Val Calamento, il comune di Telve a sud. Per gran parte del tracciato stradale compreso tra la Val Calamento e Molina di Fiemme è assente il segnale di telefonia mobile da parte di qualunque gestore. A breve distanza dal valico è presente una baita-ristorante.

Immagine panoramica del versante sud del Passo Manghen, ripresa da vicino alla sella.

## Ciclismo
Il passo Manghen è uno dei più celebri passi percorsi nel Giro d'Italia, particolarmente duro per la sua lunghezza. Sino al 2007 veniva inoltre percorso dalla granfondo Campagnolo per cicloamatori. Poi la granfondo ha cambiato denominazione (Sportful) e percorso: i passi Duran e Valles ne hanno preso il posto. Dal 2013 è tornato a far parte del percorso.
La salita da Borgo Valsugana è lunga ben 23,4 chilometri e presenta una pendenza media del 7%, anche se gli ultimi 7 chilometri sono quelli più impegnativi con una pendenza media del 9,5%, ma con punte del 15%.
Il versante di Molina di Fiemme è più breve, 16,4 chilometri al 7,5% medio, ma ancora il tratto finale è il più duro, con ancora il 9,5% medio per gli ultimi 8 chilometri.
Il versante meridionale del passo Manghen, così come tutta la zona della Val Calamento, appartiene al comune di Telve. Mentre quello settentrionale al comune di Castello-Molina di Fiemme.

### Giro d'Italia
Il Passo Manghen è stato scalato più volte al Giro d'Italia, la prima volta fu nel 1976. Nel 2019 è stato designato come Cima Coppi dopo l'annullamento del passaggio al Passo Gavia, impraticabile per maltempo.
| Anno | Tappa                                       | Primo in vetta  | Versante scalato |
| ---- | ------------------------------------------- | --------------- | ---------------- |
| 1976 | 20ª: Vigo di Fassa > Terme di Comano        | Antonio Prieto  | Molina di Fiemme |
| 1996 | 20ª: Marostica > Passo Pordoi               | Mariano Piccoli | Telve            |
| 1999 | 19ª: Castelfranco Veneto > Alpe di Pampeago | Marco Pantani   | Telve            |
| 2008 | 14ª: Verona > Alpe di Pampeago              | Emanuele Sella  | Telve            |
| 2012 | 19ª: Treviso > Alpe di Pampeago             | Stefano Pirazzi | Telve            |
| 2019 | 20ª: Feltre > Croce d'Aune-Monte Avena      | Fausto Masnada  | Telve            |